# Kario
Kario est une commune rurale située dans le département de Yalgo de la province du Namentenga dans la région Centre-Nord au Burkina Faso. 

## Géographie
Localité très dispersée entre divers centres d'habitations situés sur la rive sud du lac de retenu du barrage de Yalgo, Kario est située à 8 km au sud-ouest de Yalgo, le chef-lieu du département, et 4 km à l'ouest de la route nationale 3.

## Économie
L'agriculture maraîchère et vivrière est la principale activité du village avec le pastoralisme en raison de la proximité du lac de retenue de Yalgo. Cependant, situé au nord de la mine d'or de Taparko, Kario est également affecté depuis 2008 par les activités d'exploitation aurifère de la compagnie russe Nordgold.

## Éducation et santé
Depuis quelques années Kario accueille un centre de santé et de promotion sociale (CSPS) tandis que le centre médical (CM) est à Tougouri et que le centre médical avec antenne chirurgicale (CMA) de la province se trouve à Boulsa.
Kario possède une école primaire publique constituée de trois classes.